# WolfDogs Nagoya 2019-2020
Questa voce raccoglie le informazioni riguardanti i WolfDogs Nagoya nella stagione 2019-2020.

## Stagione
I WolfDogs Nagoya partecipano alla stagione 2019-20 senza alcuna denominazione sponsorizzata.
In seguito alla cancellazione della Coppa dell'Imperatore e del Torneo Kurowashiki a causa della pandemia di COVID-19 in Giappone, partecipano alla sola V.League Division 1, dove si classificano al settimo posto.

## Organigramma societario
Area direttiva
- Presidente: Toshihiro Yokoi

Area tecnica
- Allenatore: Tommi Tiilikainen
- Secondo allenatore: Kazuya Sato
- Assistente allenatore: Takayuki Fukatsu, Kenta Shigemura, Hiroki Niimura

## Rosa
| N° | Nome                | Ruolo | Data di nascita   | Nazionalità sportiva |
| -- | ------------------- | ----- | ----------------- | -------------------- |
| 1  | Shuzo Yamada        | S     | 27 novembre 1992  | Giappone             |
| 2  | Tetsu Yamachika     | C     | 1º ottobre 1990   | Giappone             |
| 4  | Shohei Uchiyama     | P     | 1º novembre 1987  | Giappone             |
| 5  | Issei Maeda         | P     | 22 settembre 1991 | Giappone             |
| 6  | Hirotaka Kon        | C     | 9 marzo 1988      | Giappone             |
| 7  | Naoya Shiraiwa      | S     | 15 febbraio 1990  | Giappone             |
| 9  | Takuya Takahashi    | C     | 19 ottobre 1993   | Giappone             |
| 10 | Koichiro Koga       | L     | 30 agosto 1984    | Giappone             |
| 11 | Ryōta Denda         | C     | 3 luglio 1991     | Giappone             |
| 12 | Takuya Takamatsu    | S     | 8 gennaio 1988    | Giappone             |
| 14 | Ryōsuke Tsubakiyama | C     | 18 luglio 1988    | Giappone             |
| 16 | Mitja Gasparini     | O     | 26 giugno 1984    | Slovenia             |
| 21 | Motoki Eiro         | P     | 8 giugno 1996     | Giappone             |
| 22 | Kenta Takanashi     | S     | 25 marzo 1997     | Giappone             |
| 23 | Masato Katsuoka     | S     | 7 giugno 1996     | Giappone             |
| 24 | Tomohiro Ogawa      | L     | 4 luglio 1996     | Giappone             |
| 25 | Liu Hong-jie        | C     | 10 novembre 1993  | Taipei cinese        |

## Statistiche

### Statistiche di squadra
| Competizione        | Punti | In casa | In casa | In casa | In trasferta | In trasferta | In trasferta | Totale | Totale | Totale |
| Competizione        | Punti | G       | V       | P       | G            | V            | P            | G      | V      | P      |
| ------------------- | ----- | ------- | ------- | ------- | ------------ | ------------ | ------------ | ------ | ------ | ------ |
| V.League Division 1 | 32    | ?       | ?       | ?       | ?            | ?            | ?            | 27     | 10     | 17     |
| Totale              | -     | ?       | ?       | ?       | ?            | ?            | ?            | 27     | 10     | 17     |

G = partite giocate; V = partite vinte; P = partite perse

### Statistiche dei giocatori
| Giocatore      | V.League Division 1 | V.League Division 1 | V.League Division 1 | V.League Division 1 | V.League Division 1 | Totale | Totale | Totale | Totale | Totale |
| Giocatore      | P                   | PT                  | AV                  | MV                  | BV                  | P      | PT     | AV     | MV     | BV     |
| -------------- | ------------------- | ------------------- | ------------------- | ------------------- | ------------------- | ------ | ------ | ------ | ------ | ------ |
| R. Denda       | 25                  | 180                 | 122                 | 51                  | 7                   | 25     | 180    | 122    | 51     | 7      |
| M. Eiro        | 26                  | 14                  | 5                   | 5                   | 4                   | 26     | 14     | 5      | 5      | 4      |
| M. Gasparini   | 25                  | 239                 | 195                 | 22                  | 22                  | 25     | 239    | 195    | 22     | 22     |
| M. Katsuoka    | 4                   | 0                   | 0                   | 0                   | 0                   | 4      | 0      | 0      | 0      | 0      |
| K. Koga        | 21                  | 0                   | 0                   | 0                   | 0                   | 21     | 0      | 0      | 0      | 0      |
| H. Kon         | 16                  | 38                  | 24                  | 13                  | 1                   | 16     | 38     | 24     | 13     | 1      |
| Liu H.j.       | 22                  | 132                 | 85                  | 40                  | 7                   | 22     | 132    | 85     | 40     | 7      |
| I. Maeda       | 25                  | 10                  | 3                   | 6                   | 1                   | 25     | 10     | 3      | 6      | 1      |
| T. Ogawa       | 27                  | 0                   | 0                   | 0                   | 0                   | 27     | 0      | 0      | 0      | 0      |
| N. Shiraiwa    | 27                  | 48                  | 41                  | 6                   | 1                   | 27     | 48     | 41     | 6      | 1      |
| T. Takahashi   | 11                  | 2                   | 1                   | 1                   | 0                   | 11     | 2      | 1      | 1      | 0      |
| T. Takamatsu   | 26                  | 386                 | 354                 | 17                  | 15                  | 26     | 386    | 354    | 17     | 15     |
| K. Takanashi   | 23                  | 263                 | 225                 | 30                  | 8                   | 23     | 263    | 225    | 30     | 8      |
| R. Tsubakiyama | 27                  | 170                 | 159                 | 4                   | 7                   | 27     | 170    | 159    | 4      | 7      |
| S. Uchiyama    | 27                  | 7                   | 3                   | 3                   | 1                   | 27     | 7      | 3      | 3      | 1      |
| T. Yamachika   | 19                  | 50                  | 36                  | 10                  | 4                   | 19     | 50     | 36     | 10     | 4      |
| S. Yamada      | 27                  | 112                 | 100                 | 6                   | 6                   | 27     | 112    | 100    | 6      | 6      |

P = presenze; PT = punti totali; AV = attacchi vincenti; MV = muri vincenti; BV = battute vincenti